# Giuseppe Olgiati
Giuseppe Olgiati (Como, 10 dicembre 1660 – Como, 29 luglio 1736) è stato un vescovo cattolico italiano.

## Biografia
Nacque in una nobile famiglia di Como. Intraprese fin dall'inizio la carriera militare, ma a seguito di una ferita subita in battaglia entrò nell'ordine dei Carmelitani scalzi che però in seguito abbandonò. Il 21 novembre 1694 fu consacrato vescovo di Parma dal cardinale Gaspare Carpegna, tuttavia fece il suo ingresso ufficiale nella città solo il 24 febbraio dell'anno successivo. Durante la sua permanenza a Parma fece effettuare interventi per abbellire gli interni del palazzo vescovile. Il 26 gennaio 1711 decise di rinunciare alla diocesi di Parma. Da diverso tempo infatti erano sorti forti contrasti con la corte ducale di Parma che mirava a impossessarsi dei territori dei Mezzani che da secoli erano feudo del vescovo. Ormai la situazione si era fatta insostenibile al punto da costringerlo a dimettersi dall'incarico. Fu nominato vescovo di Como; nel 1735 rinunciò anche a questo incarico per motivi di salute. Fu sepolto nella cattedrale della città.

## Genealogia episcopale
La genealogia episcopale è:
- Cardinale Scipione Rebiba
- Cardinale Giulio Antonio Santori
- Cardinale Girolamo Bernerio, O.P.
- Arcivescovo Galeazzo Sanvitale
- Cardinale Ludovico Ludovisi
- Cardinale Luigi Caetani
- Cardinale Ulderico Carpegna
- Cardinale Paluzzo Paluzzi Altieri degli Albertoni
- Cardinale Gaspare Carpegna
- Vescovo Giuseppe Olgiati